# IC 2661
IC 2661 ist eine Spiralgalaxie vom Hubble-Typ S im Sternbild Löwe auf der Ekliptik. Sie ist schätzungsweise 326 Millionen Lichtjahre von der Milchstraße entfernt und hat einen Durchmesser von etwa 70.000 Lichtjahren. 

Im selben Himmelsareal befinden sich u. a. die Galaxien IC 2650, IC 2657, IC 2666, IC 2694.
Das Objekt wurde am 27. März 1906 von Max Wolf entdeckt.